# Michel Perchey
Michel Perchey est un joueur de football professionnel français, né le 8 octobre 1934 à Deauville (Calvados).

## Carrière
Issu de l'AS Trouville-Deauville, Michel Perchey devient joueur professionnel en 1958. Il signe d'abord à Grenoble avant de partir pour un des ténors de l'époque, le Nîmes Olympique. Recruté par Kader Firoud, il se révèle au grand public lors de la saison 1961-1962. Il forme un duo ravageur avec l'international paraguayen José Parodi. 
En octobre 1961, il marque à lui seul les 4 buts de la victoire sur la pelouse du RC Paris, au Parc des Princes. Mais à sept journées de la fin, alors que le Nîmes Olympique conserve une avance confortable sur ses concurrents pour le titre de champion de France, Michel Perchey se casse la jambe sur la pelouse du Toulouse FC. L'avance des Nîmois se réduit, et l'équipe perd finalement le titre cette année-là à la différence de buts. La brillante carrière qui s'annonçait pour Michel Perchey s'arrête alors. 
De 1967 à 1974, Michel Perchey entraîne l'AS Trouville-Deauville, qu'il parvient à faire monter en DH.